# Рамаизм
Рамаизм — одно из направлений вишнуизма, имеющее в своей основе почитание седьмой аватары бога Вишну — героя-царя Рамы, сошедшего на землю ради уничтожения зла. Тождество Рамы и Вишну утверждается в эпосе Рамаяна и пуранах. Герой и богочеловек Рама расценивался приверженцами рамаизма как высшее проявление Божественности, а отношения Рамы и его супруги Ситы — как пример высшей Божественной любви (санскр. - према). Как религиозное направление рамаизм получил воплощение в различных общинах, возглавляемых выдающимися гуру и распространенных в основном на Индо-Гангской равнине.
Уже великий тамильский поэт Камбан (XI или XII век) в поэме «Аватара Рамы» перерабатывает сюжет Рамаяны в духе вишнуитского бхакти - с акцентом на личности Рамы.
Первым рамаистским гуру был Рамананда (1400 — 1470 или 1440 — 1518), в прошлом — последователь Рамануджи (таким образом его собственная традиция рассматривается в качестве ветви Шри-вайшнавизма). Основанная им в Варанаси община отличалась широкой веротерпимостью, проповедовалось равенство людей перед богом Рамой независимо от касты, осуждалось идолопоклонство и формальный, не связанный с внутренним убеждением культ. Так возникла Рамананди сампрадая — самый многочисленный на сегодняшний день монашеский орден в рамках Шри-вайшнавизма и движения бхакти.
Одним из ярких представителей Рамаизма был поэт Тулсидас (прибл. 1532 — 1623), автор поэмы «Рамачаритаманаса» (санскр. - «Море деяний Рамы»), излагающая «Рамаяну» в духе рамаитского бхакти. Созданная им утопия — «царство Рамы» — сочетает идеалы бхакти с идеалами государственного устройства и традиционными кастовыми ценностями, в нарушении которых поэт видел причину социального зла. «Рамачаритаманаса» и в наши дни является популярнейшим произведением везде, где понимают язык хинди; это и священный текст, и любимая в широких массах литература, вызвавшая к жизни множество интерпретаций в живописи, на сцене, экране и т. д..
Один из самых значитительных храмовых праздничных ритуалов рамаитов является день рождения Рамы — Рамнавами, отмечаемый в 9-й день светлой половины месяца чайтра (март — апрель). В ежедневных богослужениях центральное значение имеет постоянное повторение (джапа) имён бога Рамы, что приравнивается к пуджe, и медитация. Наиболее ревностные преданные Рамы покрывают все тело татуировкой, нанося на кожу имя Рамы или Рамы и Ситы. С культом Рамы связано почитание Ханумана — обезьяньего полководца, почитателя и друга Рамы. Иногда в пуджу Раме входят жесты, имитирующие обезьяну и воспроизводящие образ Ханумана.

## Галерея

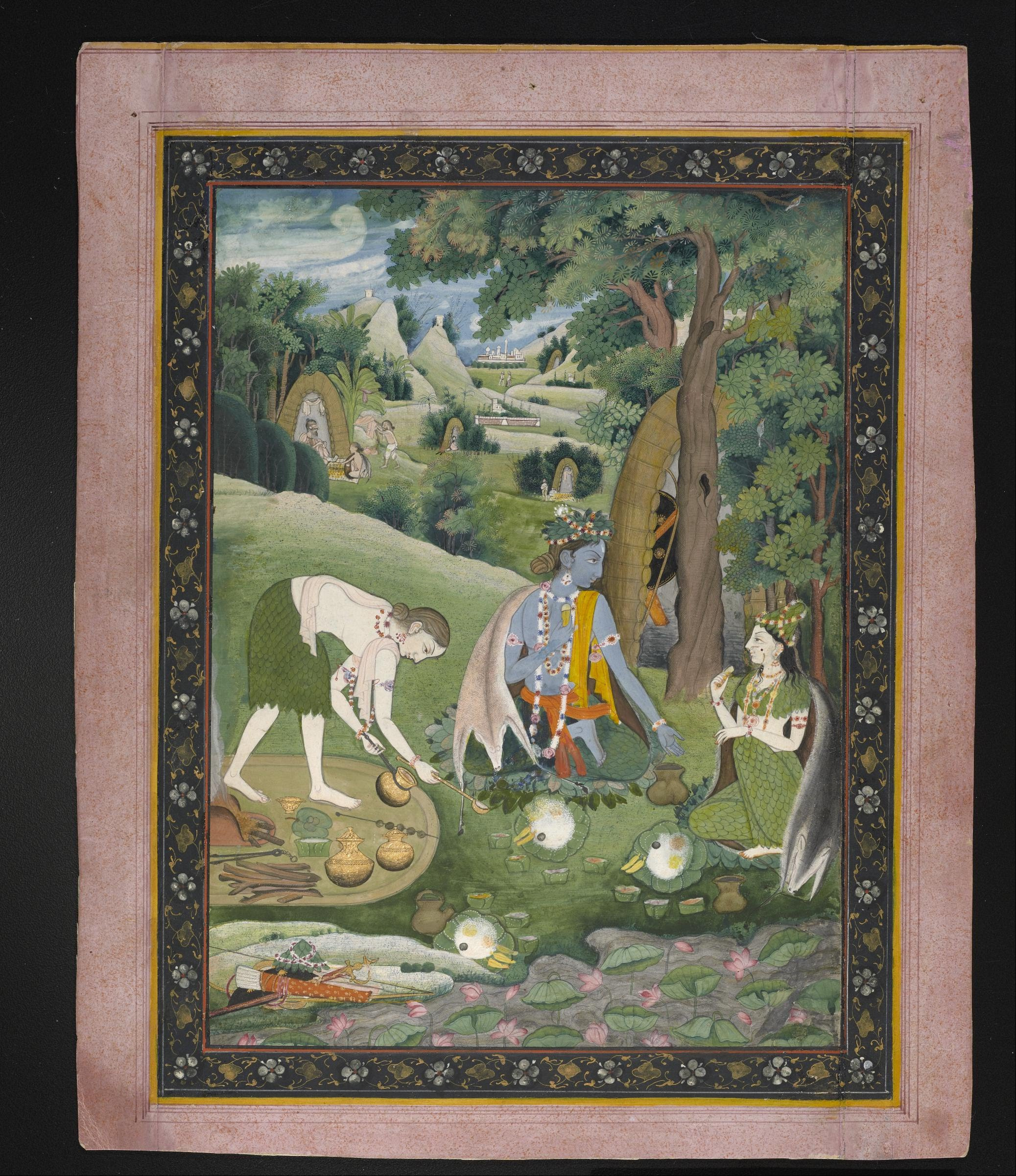
Рама, Сита и Лакшмана (картина)
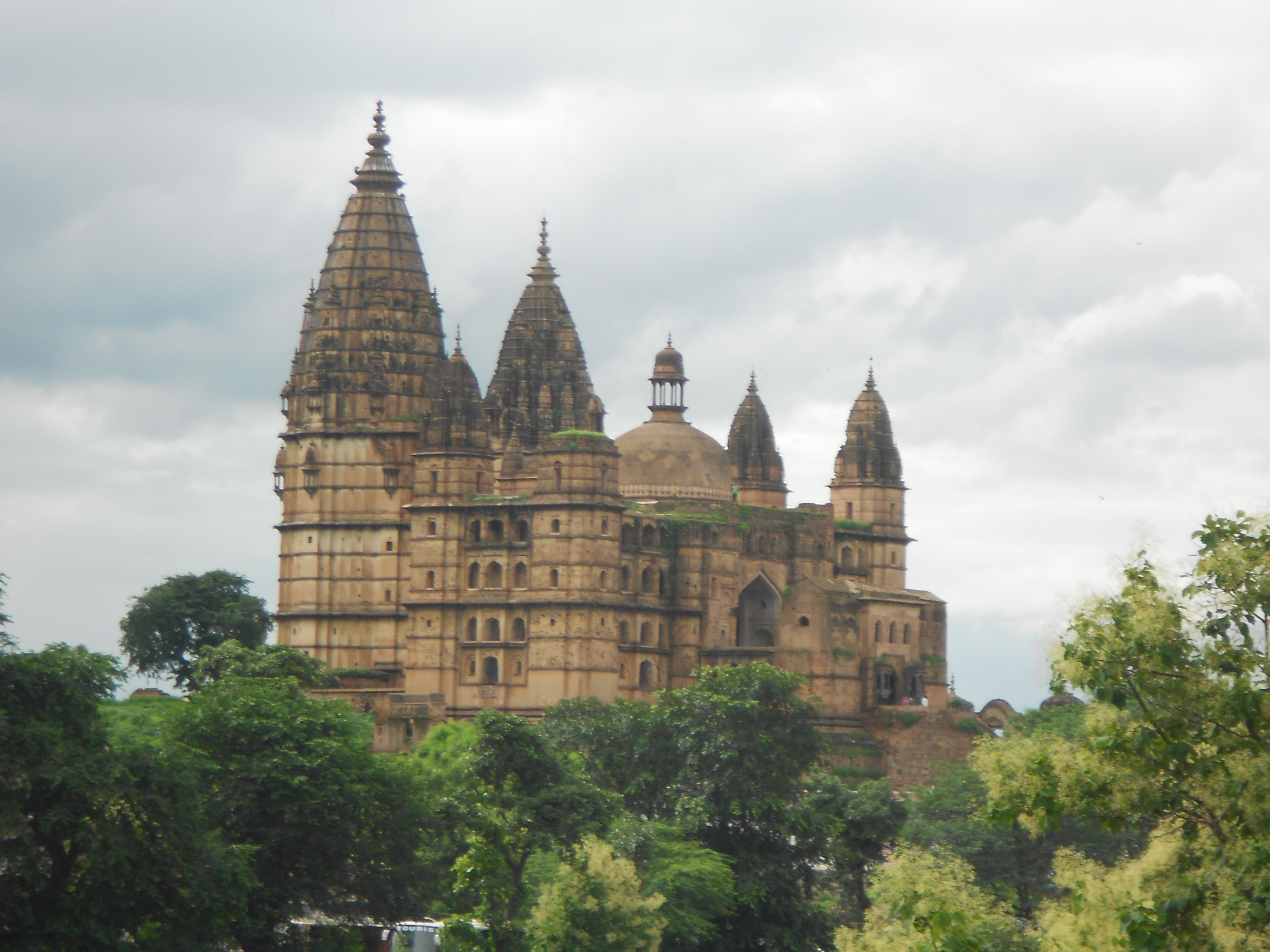
Храм Рамы Чатурбхудж (Орчха, Мадхья-Прадеш)
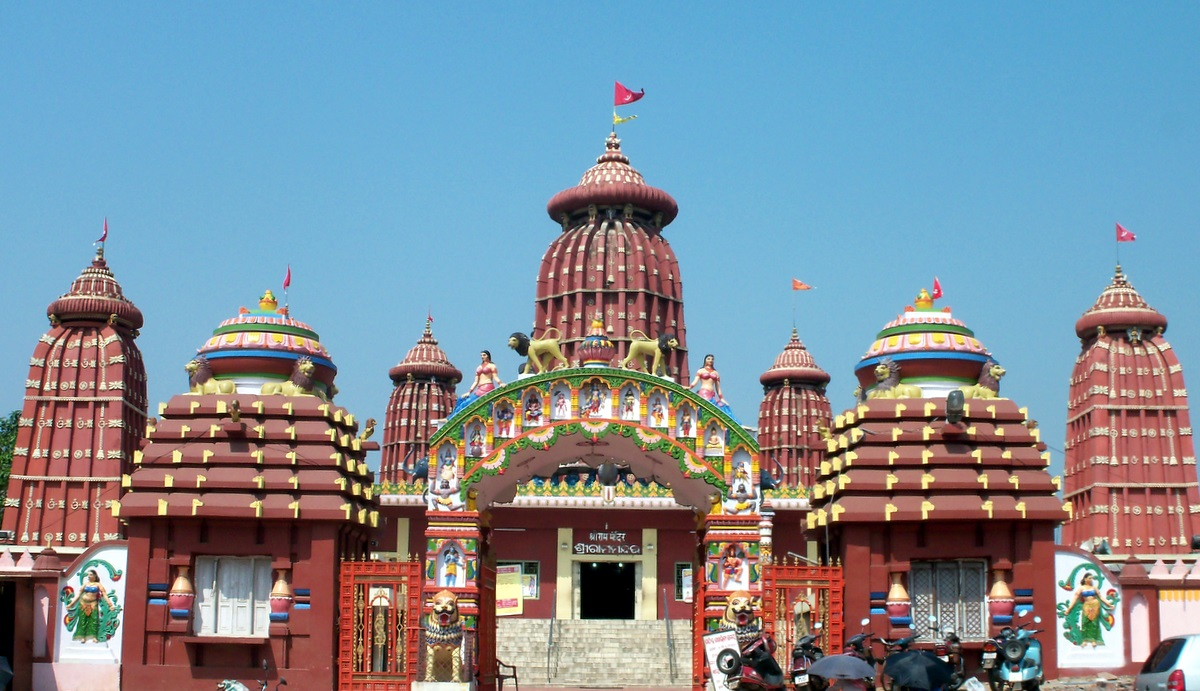
Храм Рамы (Бхубанешвар, Орисса)
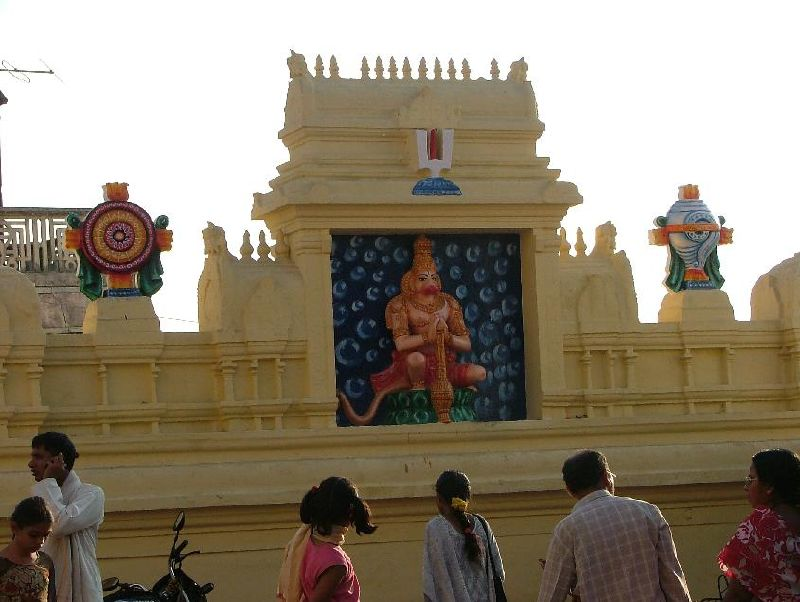
Хануман на входе в храм Ситы-Рамачандрысвами (Бхадрачалам, Телингана)
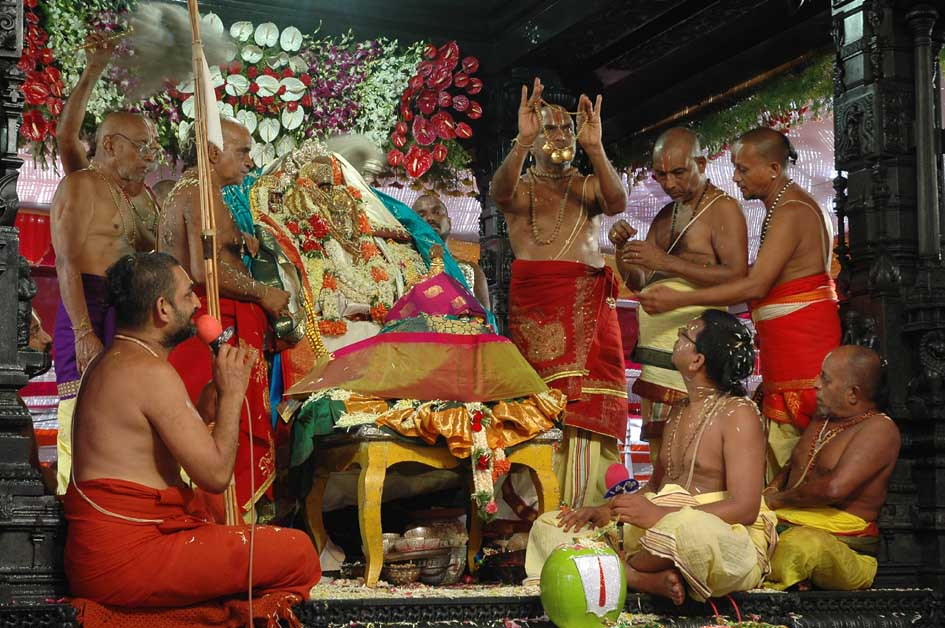
Праздник в храме Ситы-Рамачандрысвами (Бхадрачалам, Телингана)